# Claus Leitzmann
Claus Leitzmann (* 6. Februar 1933 in Dahlenburg) ist ein deutscher Mikrobiologe und Ernährungswissenschaftler.

## Leben und Wirken
Claus Leitzmann studierte Chemie an der Capital University in Columbus, Ohio, und schloss 1962 als Bachelor of Science ab. Danach studierte er an der University of Minnesota Mikrobiologie und graduierte 1964 zum Master of Science. 1967 wurde er zum Dr. rer. nat. promoviert.
Danach war er bis 1969 Wissenschaftlicher Assistent von Paul Boyer am Institut für Molekularbiologie der University of California in Los Angeles. Anschließend war er in Thailand von 1969 bis 1971 Gastdozent an der Mahidol University und bis 1974 Leiter des Forschungslabors des Anemia and Malnutrition Research Centers in Chiang Mai.
Ab 1974 arbeitete Leitzmann am Institut für Ernährungswissenschaft der Justus-Liebig-Universität Gießen, wo er sich 1976 habilitierte und 1979 zum Professor für Ernährung in Entwicklungsländern berufen wurde. Von 1990 bis 1995 war er in Nachfolge von Erich Menden Direktor des Instituts für Ernährungswissenschaft. 1998 wurde er emeritiert.
Seine Forschungsschwerpunkte sind unter anderem Ernährungsprobleme in Entwicklungsländern, Ernährungsökologie, Vegetarismus und Immunologische Aspekte der Ernährung.
Leitzmann ist Mitglied der Vereinigung Deutscher Wissenschaftler und der Deutschen Gesellschaft für Ernährung. Er ist Leiter des wissenschaftlichen Beirats beim Verband für Unabhängige Gesundheitsberatung. und gehörte zum Euro-Toques-Wissenschaftsrat. 2010 gründeten Claus Leitzmann und der Initiator Markus Keller in Gießen das Institut für alternative und nachhaltige Ernährung, das seit Ende 2011 seinen Sitz in Langgöns hat. Leitzmann ist dort als wissenschaftlicher Mentor tätig.
Claus Leitzmann ist seit 1979 Vegetarier.

## Schriften
- Der Einfluss der Protein- und Energie-Zufuhr auf den Gehalt an Proteinen, Lipiden und freien Aminosäuren im Serum bei Kindern mit schwerer Protein-Kalorien-Mangelernährung. Habilitationsschrift. Universität Gießen 1976.
- mit Karl W. von Koerber, Thomas Männle: Vollwert-Ernährung. Haug, Heidelberg 1981, ISBN 3-7760-0551-3. 11. Auflage: 2012, ISBN 978-3-8304-7494-4.
- mit Ulrich Oltersdorf: Möglichkeiten zur Verbesserung der Ernährungssituation in Entwicklungsländern. Weltforum-Verlag, München 1982, ISBN 3-8039-0246-0.
- mit Edith Öhrig, Ulrike Dauer: Wörterbuch der Ernährungswissenschaft. Deutsch, englisch, französisch, italienisch, spanisch. Ulmer, Stuttgart 1988, ISBN 3-8001-2137-9.
- mit Eva-Maria Spitzmüller, Kristine Pflug-Schönfelder: Ernährungsökologie: Essen zwischen Genuss und Verantwortung. Haug, Heidelberg 1993, ISBN 3-7760-1263-3.
- mit Bernhard Watzl: Bioaktive Substanzen in Lebensmitteln. Hippokrates, Stuttgart 1995, ISBN 3-7773-1115-4.
- mit Marika Weiger, Marey Kurz: Ernährung bei Krebs. Gräfe und Unzer, München 1996, ISBN 3-7742-2800-0.
- mit Andreas Hahn: Vegetarische Ernährung. Ulmer, Stuttgart 1996, ISBN 3-8001-2688-5. 2. Auflage mit Markus Keller. UTB, Stuttgart 2010, ISBN 3-8252-1868-6.
- mit Markus Keller, Andreas Hahn: Alternative Ernährungsformen. Hippokrates, Stuttgart 1999, ISBN 3-7773-1311-4.
- Vegetarismus. Beck, München 2001, ISBN 3-406-44776-7.
- Ernährung in Prävention und Therapie. Hippokrates, Stuttgart 2001, ISBN 3-7773-1141-3.
- mit Ingrid Hoffmann, Katja Schneider (Hrsg.): Ernährungsökologie. Komplexen Herausforderungen integrativ begegnen. Oekom, München 2011, ISBN 978-3-86581-140-0.
- mit Petra Bracht: Klartext Ernährung. Die Antworten auf alle wichtigen Fragen – wie Lebensmittel vorbeugen und heilen. Mosaik, München 2020, ISBN 978-3-442-39359-6 (eingeschränkte Vorschau in der Google-Buchsuche).